# Laurence Dobiesz
Laurence Dobiesz es un actor de televisión polaco-inglés.

## Biografía
En el 2012 comenzó a salir con la actriz Olivia Poulet, la pareja se casó el 25 de diciembre de 2015.

## Carrera
En 1999 dio vida a Herbert Pocket de joven en la película Great Expectations, protagonizada por Ioan Gruffudd y Justine Waddell.
En 2009 apareció como invitado en la serie policíaca The Bill donde dio vida al líder de una banda Pawel Jankowski.
En el 2011 interpretó a un sirviente en la película Sherlock Holmes: A Game of Shadows.
En el 2014 obtuvo un pequeño papel en la película Testament of Youth donde dio vida a un soldado alemán herido.
En el 2016 se unió al elenco invitado de la segunda temporada de la serie Outlander donde interpretó a Alexander "Alex" Randall, el hermano de Jonathan "Black Jack" Randall (Tobias Menzies).

## Filmografía[4]

### Series de televisión
| Año  | Título                               | Personaje       | Notas                      |
| ---- | ------------------------------------ | --------------- | -------------------------- |
| 2016 | Outlander                            | Alex Randall    | 4 episodios                |
| -    | Obsession: Dark Desires              | John            | -                          |
| 2013 | Tankies: Tank Heroes of World War II | -               | episodio # 1.1 - miniserie |
| 2011 | Extraordinary Women                  | Archie Christie | -                          |
| 2009 | The Bill                             | Pawel Jankowski | 2 episodios                |

### Películas
| Año  | Título                             | Personaje          | Notas                                                                                                   |
| ---- | ---------------------------------- | ------------------ | --- |
| 2014 | Testament of Youth                 | Soldado Alemán     | junto a Kit Harington, Alicia Vikander, Taron Egerton, Dominic West, Emily Watson y Colin Morgan        |
| 2011 | Sherlock Holmes: A Game of Shadows | Sirviente          | junto a Robert Downey Jr., Jude Law, Noomi Rapace, Jared Harris, Stephen Fry y Kelly Reilly             |
| 1999 | Great Expectations                 | Herbert (de joven) | junto a Ioan Gruffudd, Justine Waddell, Charlotte Rampling, Clive Russell, Ian McDiarmid y Bernard Hill |

### Narrador
| Año  | Título                 | Notas                            |
| ---- | ---------------------- | -------------------------------- |
| 2012 | Narrow Escapes of WWII | episodio "Morshead Holds Tobruk" |

### Apariciones
| Año  | Título                                      | Notas                                          |
| ---- | ------------------------------------------- | ---------------------------------------------- |
| 2012 | The Riots: In Their Own Words - The Rioters | documental                                     |
| 2010 | Nazi Collaborators                          | documental - episodio "Hitler's Killer Police" |

### Teatro
| Año  | Obra      | Personaje | Director | Teatro                 | Notas                             |
| ---- | --------- | --------- | -------- | ---------------------- | --------------------------------- |
| 2015 | Kingmaker | Dan Regan | -        | Above The Arts Theatre | junto a Alan Cox y Joanna Bending |